# Desfibril·lador extern automàtic

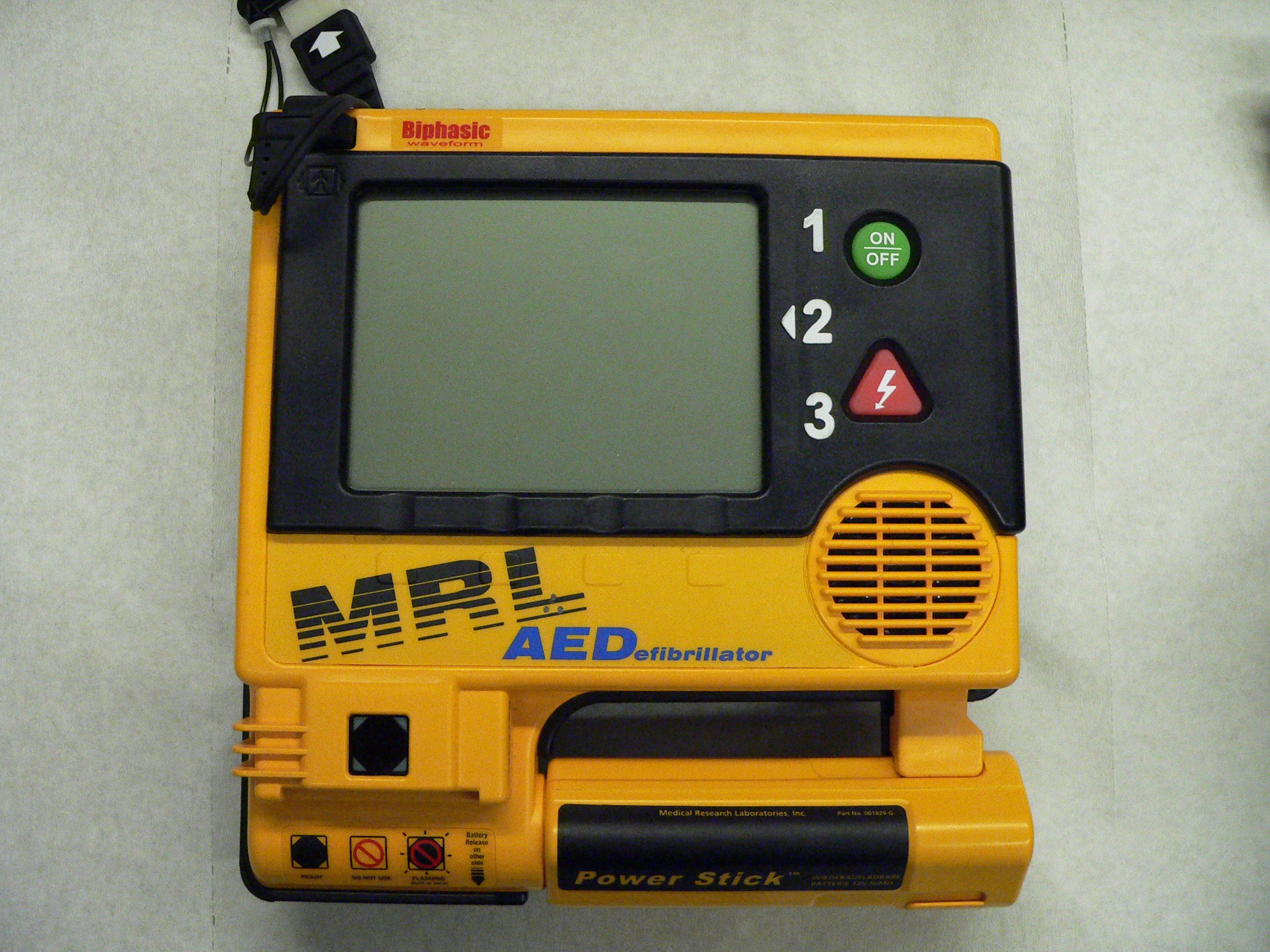
Un desfibril·lador extern [semi-]automàtic.

Un desfibril·lador extern automàtic (DEA) és un aparell electrònic portàtil (producte sanitari) que diagnostica i tracta l'aturada cardiorespiratòria (que es detecta quan una persona està inconscient i no respira normalment) causada per una fibril·lació ventricular (llavors el cor té una activitat elèctrica alterada que provoca que no hi hagi efectivitat mecànica) o una taquicàrdia ventricular sense pols (en què hi ha activitat elèctrica i en aquest cas el bombament sanguini és ineficaç). Aquest aparell genera una descàrrega elèctrica que aplicada abans dels deu minuts de l'aturada cardiorespiratòria pot reactivar la funció cardíaca. Sincronitzat amb l'electrocardiògraf, col·locant els elèctrodes sobre la caixa toràcica, provoca una descàrrega de corrent continu a una tensió de 200 a 400 volts durant unes mil·lèsimes de segon.
Aquests aparells, a causa de la seva simplicitat, permeten que socorristes o persones inexperts siguin capaces d'utilitzar-los amb èxit, ja que facilita les indicacions de forma verbal.

El 2012, la Generalitat de Catalunya va establir els requisits per a la instal·lació iús de disfibril·ladors externs fora de l'àmbit sanitari. De fet, a partir del 7 de gener del 2014 la Generalitat de Catalunya obligarà a determinats tipus d'instal·lacions públiques i privades a disposar d'un DEA i de personal autoritzat pel seu ús. Entre aquests espais hi ha estacions i intercanviadors de passatgers, establiments d'ús educatiu, llars d'infants, cinemes, auditoris, teatres municipals i qualsevol instal·lació, pública o privada, amb una capacitat superior a 500 persones.
Actualment hi ha diverses empreses que es dediquen al subministrament d'aquests aparells i la formació bàsica de personal per tal d'utilitzar-los amb facilitat.